# Ї (часопис)
«Ї» — незалежний український культурологічний часопис та громадська організація. Головними темами публікацій в часописі є вивчення міжетнічних стосунків, проблем цивілізаційних розламів і адміністративних кордонів, формування європейської ідентичности й питань європейської інтеграції, сучасного політичного дискурсу. Передмову до кожного номера написано кирилицею та латинкою (так само як тилова частина обкладинки є «латинізованою» версією титулки). Крім того, іноді в часописі з'являються статті латинкою.
Часопис було засновано в 1988 р. Головний редактор — львівський філософ, культуролог та політолог Тарас Возняк. Випуски часопису є тематичними й присвячені різним містам та регіонам України (Львів, Чернівці, Івано-Франківськ, Галичина, Волинь, Закарпаття), а також різним соціально важливим темам таким як Чорнобильська катастрофа, стосунки України з Польщею, Росією та Європейським Союзом тощо. Часопис належить до європейської мережі культурологічних часописів «Eurozine». Частиною діяльності часопису та громадської організації «Ї» є також видання книг та призначення ордену «За інтелектуальну відвагу». Серед авторів часопису відомі світові інтелектуали Самуель Гантінгтон, Збігнєв Казімеж Бжезинський, Жак Дерріда, Жан Бодрійяр тощо.

## Перелік випусків за роками
- № 65 Франц Йозеф I. Приватно. PDF 7,3 Mb [Архівовано 18 жовтня 2012 у Wayback Machine.]
- № 64 Україна-ЕС: Транскордонна Галичина. PDF 2,6 Mb [Архівовано 22 травня 2011 у Wayback Machine.]
- № 63 Тернопіль. PDF 7,2 Mb [Архівовано 22 травня 2011 у Wayback Machine.]
- № 62 Коломия. PDF 7,6 Mb [Архівовано 5 березня 2016 у Wayback Machine.]
- № 61 Україна — Чорне море. Україна — Крим. Березень 2010
- № 60 Україна — ЕС. Україна — НАТО. Січень 2010. PDF 2,1 Mb [Архівовано 22 травня 2011 у Wayback Machine.]
- № 59 Пастки свободи слова. Листопад 2009. PDF 1,3 Mb [Архівовано 22 травня 2011 у Wayback Machine.]
- № 58 Багатокультурний Львів?. Грудень 2009. PDF 2,3 Mb [Архівовано 2 грудня 2011 у Wayback Machine.]
- № 57 Садиби роду Фредро-Шептицьких. Листопад 2009
- № 56 Чернівці. Серпень 2009
- № 55 Франко/Станиславів. Серпень 2009
- № 54 Вільні мулярі. Масони. Травень 2009. PDF 4,6 Mb [Архівовано 22 травня 2011 у Wayback Machine.]
- № 53 Культура має значення. Грудень 2008. PDF 2,2 Mb [Архівовано 22 травня 2011 у Wayback Machine.]
- № 52 Польський усе-світ Галичини. Листопад 2008. ЗМІСТ [Архівовано 31 грудня 2008 у Wayback Machine.]
- № 51 Гебрейський Львів. Березень 2008. ЗМІСТ [Архівовано 13 листопада 2009 у Wayback Machine.]
- № 50 Україна — ЕС. 2008. Нова гра. Грудень 2007. PDF 5,6 Mb [Архівовано 22 травня 2011 у Wayback Machine.]
- № 49 Волинський усе-світ. Жовтень 2007. ЗМІСТ [Архівовано 22 травня 2011 у Wayback Machine.]
- № 48 Гебрейський усе-світ Галичини. Вересень 2007
- № 47 Львівськ і його львівці. Серпень 2007
- № 46 Культ молодости. Березень 2007. PDF 2,5 Mb [Архівовано 28 грудня 2011 у Wayback Machine.]
- № 45 У пошуках втрачених еліт. Грудень 2006. PDF 4,4 Mb
- № 44 За Карпатський усе-світ. Вересень 2006. ЗМІСТ [Архівовано 22 вересня 2010 у Wayback Machine.]
- № 43 Хроніки галицького містечка. Вересень 2006
- № 42 Галицький усе-світ. Червень 2006
- № 41 Після Чорнобиля. Квітень 2006. PDF 1,6 Mb [Архівовано 20 січня 2010 у Wayback Machine.]
- № 40 Україна — рік після революції. Грудень 2005. PDF 1,3 Mb
- № 39 Україна як суб'єкт геополітичної гри. Грудень 2005. PDF 1,3 Mb
- № 38 Молодіжні субкультури. Липень 2005. PDF 2,7 Mb ЗМІСТ [Архівовано 25 лютого 2010 у Wayback Machine.]
- № 37 Страх. Червень 2005 PDF 2,8 Mb
- № 36* Галичина — країна людей. Грудень 2004
- № 36 Галичина — країна міст. Травень 2005. ЗМІСТ [Архівовано 15 травня 2010 у Wayback Machine.]
- № 35 Мова німої країни. Грудень 2004. ЗМІСТ [Архівовано 1 березня 2013 у Wayback Machine.]
- № 34 Революція. Еволюція. Стагнація. Листопад 2004. PDF 3,4 Mb
- № 33 Ґендер. Ерос. Порно. Вересень 2004. PDF 3,3 Mb
- № 32 Солодка свобода слова. Квітень 2004. PDF 5,1 Mb
- № 31 Росія XXI. Березень. 2004. PDF 2,7 Mb
- № 30 Маніпуляція свідомістю. Вересень 2003. PDF 1,5 Mb
- № 29 Геній місця. Leopolis. Львів. Lemberg. Lwow. Серпень 2003. PDF 3,0 Mb. ЗМІСТ [Архівовано 15 травня 2010 у Wayback Machine.]
- № 28 Волинь 1943. Боротьба за землю. Березень 2003 PDF 2,2 Mb
- № 27 Фемінність та маскулінність. Січень 2003 PDF 2,7 Mb
- № 26 Топос поразки. Серпень 2002 PDF 3,0 Mb
- № 25 Насильство. Влада. Терор. Травень 2002. PDF 2,8 Mb
- № 24 Покоління і молодіжні субкультури. Січень 2002. PDF 2,2 Mb
- № 23 Федеративна республіка Україна. Грудень 2001. PDF 2,4 Mb
- № 22-2 10 years of «Project Ukraine». Вересень 2001. PDF 700 Kb
- № 22-1 10 років «Проекту Україна» Вересень. 2001. PDF 1,7 Mb
- № 21 Громадянське суспільство — Україна. 2001 Липень 2001.	PDF 2,4 Mb
- № 20 Україна — Европейський Союз. Кордон 2000 + ? Березень 2001. PDF 2,82 Mb
- № 19 Ґлобалізація, Европейський Союз та Україна. Січень 2001. PDF 2,0 Mb
- № 18 Україна, Росія, Білорусь: три проекти. Жовтень 2000. PDF 2,8 Mb
- № 17 Ґендерні студії. Липень 2000. PDF 1,5 Mb
- № 16 Праві та Европа. Травень 2000. PDF 1,85 Mb
- № 15 Югославія, Косово, Европа. Грудень 1999. PDF 1,85 Mb
- № 14 Україна-Польща. Роль та місце у европейській інтеґрації. Лютий 1999. PDF 985 Kb
- № 13 Нова Европа. Проблема єдності у розмаїтті? Грудень 1998. PDF 960 Kb
- № 12 Україна-Польща-Франція-Німеччина. Другий діалог про кордони. Жовтень 1998.	PDF 1,2 Mb
- № 11 Україна-Польща. Діалог над кордоном. Березень 1998. PDF 1,8 Mb
- № 10 Україна-Польща. Наприкінці століття. Лютий 1997. PDF 2Mb
- № 9 Середня Европа: Австрія після Австрії. Грудень 1996. PDF 2,7 Mb
- № 8 Україна і юдеї, гебреї, євреї. Листопад 1996. PDF 2,4 Mb
- № 7 Post Рим Візантія Росія? 1996. PDF 1,1 Mb
- № 6 Европейський вимір України. 1995
- № 5 1992
- № 4 березня 1990
- № 3 лютого 1990
- № 2 січня 1990
- № 1 квітня 1989